# 德米特里夫卡 (佐洛托諾沙區)
49°40′21″N 31°51′10″E / 49.67250°N 31.85278°E
德米特里夫卡（烏克蘭語：Дмитрівка）是位於烏克蘭中部的村莊，由切爾卡瑟州佐洛托諾沙區的伊爾克利伊夫市鎮負責管轄。該村面積5.44平方公里，海拔高度85米，2001年人口1,391，人口密度每平方公里255.7人。